# فصول جريئة في الحب والفكاهة
فصول قصيرة في الحب والفكاهة (بالإسبانية: Cuadros de amor y humor, al fresco)‏ هي عمل مسرحي داخل بانوراما الأعمال المسرحية التي كتبها خوسيه لويس ألونسو دي سانتوس، والتي كانت دليلًا دامغًا على تطور فن المسرح القصير في إسبانيا. وهو عبارة عن مجموعة من المسرحيات القصيرة التي تظهر من خلالها جميع خصائص هذا النوع من المسرح في مفهومه الحديث، والتي يظهر من بينها العدد الصغير للشخصيات، ومحدودية الزمان والمكان، على الرغم من معالجته للموضوعات الأكثر عمقًا وذات الأهمية في الحياة اليومية الواقعية والعلاقات بين الأشخاص من الطبقات الاجتماعية المختلفة.

## بنية العمل
يحتوي العمل على ثلاثين قطعة مسرحية قصيرة تروي مشاعر وأحداث من الحياة اليومية يتم التعبير عنها في صورة متع وأشواق ورغبات. فالعمل عبارة عن مجموعة قصص تُمثِّل- بطريقة كوميدية- الحب والحلم والكذب والخيانة والانتقام والوهم، إلخ. العمل عبارة عن مجموعة من المشاهد المسرحية القصيرة والحاسمة، التي تمثل الصراع الدائم بين الأشخاص من الطبقات الاجتماعية المختلفة. يحيط بالعلاقات المتبادلة بين هذه الشخصيات جو من عدم الرضا. كما تظهر الكثير من مواقف الحياة الإنسانية ومن عالم الحب المعقد والمثير، والتي تُعرَض- كالمعتاد في مسرح ألونسو دي سانتوس- بإيقاع وشكل ممتع ومسلي.
هي مسرحية كوميدية ذات طابع إنساني معاصر تتناول موضوع الحب، كُتِبَت في شكل قصصي كوميدي سينمائي حديث: حوارات وتأملات ومواقف تراجيدية وكوميدية يقوم بها العاشقون في حياتهم الخاصة. هذا العرض المسرحي الذي يقدم القاريء معالجة ساخرة وفكاهية لموضوع الحب، من خلالها يبين لنا التحليل النفسي للحياة اليومية في الطبقات الاجتماعية المختلفة، موضحًا معاناتهم ومشاكلهم الحياتية ورغباتهم وآمالهم وكذلك إخفاقاتهم، متعمقًا فيما هو أكثر غموض وخصوصية، ليرسم صورة أفضل لحياة الإنسان.
ويحاول المؤلف عرض هذه الموضوعات التقليدية والموجودة بأعمال مسرحية عديدة أخرى وفقًا لما تطلبه فترته الزمنية الحالية. حيث أن الإنسان دائمًا ما كانت لديه نفس الصراعات التي استمرت على مدار العصور وحتى الوقت الحالي، وأخذت في كل عصر من العصور مذاقها ولغتها الخاصة. ولذلك فإن المؤلف يحاول هنا أن يًظهر صورة العالم اليوم من خلال هذا العمل المسرحي، مستفيدًا من تكوينه الفكري وتعاليمه في مجال علم النفس، هذا بالإضافة إلى استخدامه لعناصر المسرح القصير التي تضفي على العمل صبغة خاصة على الرغم من معالجتها لهذه الموضوعات التقليدية.
فالحبكة الدرامية ليست معقدة كما تبدو، وما تحتوي عليه من صراعات لا تقارن- مشاكل وصراعات من كل مكان وزمان- الموجودة في أعمال أخرى للمسرح القصير، ولكن هذه البساطة المنشودة والعفوية المُحققة هي نتاج عمل درامي طويل ومُتأمَّل، لا يحتوي فقط على تأملات مسرحية وفنية إنما أيضًا تحليلات أخلاقية ودروس فلسفية ضرورية وهامة.

## التهميش
ظهرت العديد من طبقات وأنواع التهميش الاجتماعي والعاطفي والاقتصادي والنفسي والديني والأيديولوجي والثقافي والجنسي متمثلة في المعاقين مثل الأعرج والأكتع في فصل أغسطس Agosto والذين يعانون من التهميش الاجتماعي، لدرجة أنهم ظهروا أيضًا كمجانين وأكلي لحوم بشر يعيشون في جزيرة منعزلة. كما يظهر أيضًا التهميش العاطفي في كل من الفصلين اعترافات امرأة Confidencias de mujer ومشاكل زوجية Problemas conyugales، وأبطال هذين الفصلين هم أزواج يعانون من نقص في الحب وعدم القدرة على التفاهم فيما بينهم. ومن جانبهم عكس كل من الكرة الأرضية La bola del mundo والمال والحب Dinero y amor وعشرة يورو مقابل كأس من النبيذ A diez euros la copa التهميش الاقتصادي من خلال أبطالهم- شحاذون وبناءون- والذين يعانون من فقر يمنعهم من تحقيق رغباتهم وأحلامهم المتواضعة.
يظهر أيضًا التهميش والتمييز الجنسي في فصل لابيسلاثولي  Lapislázuli، وبطلته هي شحاذة مسنة ومجنونة لطالما مرت بتجارب وخبرات سيئة مع الرجال الذين كانوا يستغلونها ويسيئون معاملتها واستغلوا جمالها، مما دفعها إلى قتل واحد منهم بطعنة في قلبه بإحدى إبر الحياكة القديمة التي كانت تستخدمها، بسبب سرقته لكرتونها الذي تحتمي من البرد تحته عندما تنام. وكذلك تعكس بطلتا فصل وراء القضبان Entre rejas- ماريا فيرناندو La tomates)) ومارجاريتا (La Julí)- هذا التهميش الجنسي؛ فالأولى- بعد معاملة زوجها السيئة لها وخيانته إياها- قامت بوضع السم له في الطعام للقضاء عليه، مبررة ذلك بقولها: « ليس هناك عدالة في هذا العالم للنساء اللاتي تُساء معاملتهن». بينما سجنت الثانية بتهمة السرقة ولكنها- على عكس رفيقتها- مغرمة بالرجال من كل نوع، الطويل والقصير والذكي والغبي والذي يرتدي نظارة والأصلع والوسيم والقبيح، وترى La Julí أنهم نساء مهمشات ويعانون من التمييز لوضعهم في سجن خاص بالنساء فقط، مما يجعلها تقول: «لو كنت أنا الآمرة الناهية في هذا العالم كنت قد أنشأت سجن للجنسين معا كالمدارس».
أما موضوع الجنون وبوجه خاص بسبب الحب فهو بكل أشكاله- السادية والماسوكية وعقدة الخصاء وحب المسنين للشباب وغيرهم- يمثل التهميش النفسي، والذي يظهر في فصل وعد بالحب Promesa de amor، وتظهر فيه البطلة باكينيا شابة ريفية تبلغ ثمانية وعشرون عامًا- مريضة نفسيًا، فقد وصلت إلى قطع أذن حبيبها خوليان، والذي كشفت خيانته لها مع ابنة عمها تريني. أيضا في فصل شهيدة حقيقية Una verdadera mártir تظهر البطلة في صورة شخصية سادية مختلة تبحث عن طريقة لتعاني كثيرًا. فتطلب من رجلًا قبيحًا كان يجلس إلى جانبها في الحديقة أن يعذبها ويعاملها معاملة سيئة، وفي النهاية تصل باكينيا إلى قتله في وسط العامة باستخدام مسدس. أما في فصل عقدة الاخصاء Complejo de mucha castración تعاني البطلة وهي محللة نفسية من عقدة الحرمان من العضو الذكري- وهو ما يسميه التحليل النفسي بعقدة الاخصاء- وكذلك المريضة التي تعالجها تعاني من عقدة لحبها إلى حبيبها الذي يقاسمها ويشاركها هذه العقدة أيضًا: «عندما يكون بعيدًا لا أستطيع العيش من دونه، وعندما يكون بجانبي لا أحتمله! فحايتنا معًا هي كارثة». وأما بالنسبة للمسنين المغرمين بشباب صغير السن فيظهرون في كل من الفصلين صباح الخير، سيدي الدكتور Buenos días, señor doctor وشوكة ذهبية مدببة espina dorada Aguda.
أما التهميش الديني فيظهر من خلال ثلاثة فصول في المسرحية. الأول هو عصور حديثة Tiempos modernos، والذي تظهر فيه البطلة لولا شابة عذراء دائمًا ما أخفت شخصيتها كراهبة حتى لا يميزها أو يبتعد عنها كل من زميلتها في السكن والآخرين. أما الثاني فهو فصل بين زملاء Entre colegas، والذي يظهر فيه البطلان بوصفهم قسيسين أُجبِرا على أن يتصرفا كما لو كانوا معصومان من الخطأ أمام المجتمع، حتى يعطوا مثالًا للاستقامة كرجال دين، وهو نفس السبب الذي من أجله يهمشهم المجتمع. وعلى الرغم من هذا، يصل هذان القسيسان إلى ارتكاب الزنا مع راهبات. أما الفصل الثالث فهو الحب الإلهي والحب البشري Amor divino, amor humano، والذي يظهر فيه أيضًا ذلك القمع الديني؛ فتظهر رئيسة إحدى الأديرة وهي تمارس القمع مع الراهبات محرمة إياهم من أن تقعن في الحب، وتحرم الراهبة سور خوانا بصفة خاصة من حبها إلى أنتون بائع الحلوى القبيح والذي يكبرها سنًا وتعنفها لذلك فقط لكونها راهبة.
وهناك أنواع أخرى من التهميش الفكري والاجتماعي والعاطفي والجنسي تظهر في البطلات العاهرات في فصل نساء عاهرات  Mujeres de vida fácil وأيضًا في أخصائية التدليك السحاقية والرسام الشاذ جنسيًا في فصل أسرار مثيرة Secretos eróticos، وأيضًا جماعات البانك في فصل سكن الأوكوبا Edificio okupado، وكذلك في الجنود ماك وجو في الحرب بعيدًا عن عائلاتهم وحبيباتهم في فصل رسالة حب إلى ماري Carta de amor a Mary.